# Lionel Enguene
Lionel Zacharie Enguene Onana (Bertoua, 7 de enero de 1996) es un futbolista camerunés que juega de centrocampista.

## Trayectoria

### F. C. Barcelona

#### Inicios
Comenzó con 7 años en el fútbol, siendo en el club Effefa su primera etapa. Arriba a La Masía del Fútbol Club Barcelona en 2007, gracias a la fundación del futbolista Samuel Eto'o, quien militaba en el primer equipo ese año. Apenas se integró al Alevín "A" comenzó a destacar llegando a ganar el Torneo de Brunete en 2008 y luego con el Infantil "B" conquistarían el Torneo de Maspalomas, siendo pichichi en ambas competiciones. Tras eso vendría su paso por el Cadete "A", conjunto en el cual resultaba decisivo al portar el brazalete de capitán junto con anotar 13 goles en el campeonato de Liga.

#### Juveniles
Con el paso del tiempo fue ganando potencial técnico, llegando al Juvenil A de Jordi Vinyals en 2013, con quien ocupaba un rol de centrocampista aunque se sumaba de buena manera en la ofensiva. Esa campaña resultaría histórica para el fútbol base culé, al conquistar la División de Honor y además la primera edición de la Liga Juvenil de la UEFA, torneo en el cual Lionel resultó el tercer Máximo Asistente. En agosto de 2014, firma su primer contrato profesional con el Barça alargarlo hasta 2018. Durante la pretemporada del cuadro azulgrana disputan el Torneo Memorial Sandor Kocsis en Hungría, en el cual Enguene fue escogido como Mejor Jugador. Pero la temporada no resultaría de la mejor manera, siendo eliminados en los octavos de final de la competición europea y quedando cuartos en la tabla de clasificación.

#### Profesional
En julio de 2015 fue promovido al filial culé de Gerard López, realizando su debut en Segunda B el 22 de agosto ante el U. E. Cornellà ingresando Enguene en el minuto 33'; el encuentro que resultaría en derrota barcelonista por 2-1.
Tras doce partidos en el Fútbol Club Barcelona "B" en Segunda B, fichó por el Antalyaspor Kulübü, donde jugó media temporada. En verano de 2016 llegó libre al C. D. Lugo, donde sólo disputó medio partido de Copa del Rey. 
En el siguiente mercado invierno fue cedido al Leixões S. C. portugués. Tras eso, estuvo casi dos años sin equipo hasta firmar por el Kazma S. C. de Kuwait y poco después por el FC Telavi de la liga georgiana, donde apenas estuvo un par de meses hasta que acabó su contrato el 1 de enero de 2020.

## Estadísticas

### Clubes
| Club                             | Div.          | Temporada     | Liga  | Liga  | Copas nacionales | Copas nacionales | Internacional | Internacional | Total | Total |
| Club                             | Div.          | Temporada     | Part. | Goles | Part.            | Goles            | Part.         | Goles         | Part. | Goles |
| -------------------------------- | ------------- | ------------- | ----- | ----- | ---------------- | ---------------- | ------------- | ------------- | ----- | ----- |
| F. C. Barcelona "B" · España     | 2.ª B         | 2015-16       | 12    | 0     | ―                | ―                | ―             | ―             | 12    | 0     |
| F. C. Barcelona "B" · España     | Total club    | Total club    | 12    | 0     | 0                | 0                | 0             | 0             | 12    | 0     |
| Antalyaspor Turquía              | 1.ª           | 2015-16       | 6     | 0     | 1                | 0                | ―             | ―             | 7     | 0     |
| Antalyaspor Turquía              | Total club    | Total club    | 6     | 0     | 1                | 0                | 0             | 0             | 7     | 0     |
| C. D. Lugo · España              | 2.ª           | 2016-17       | 0     | 0     | 1                | 0                | ―             | ―             | 1     | 0     |
| C. D. Lugo · España              | Total club    | Total club    | 0     | 0     | 1                | 0                | 0             | 0             | 1     | 0     |
| Leixões S. C. Portugal           | 2.ª           | 2016-17       | 2     | 0     | ―                | ―                | ―             | ―             | 2     | 0     |
| Leixões S. C. Portugal           | Total club    | Total club    | 2     | 0     | 0                | 0                | 0             | 0             | 2     | 0     |
| F. C. Telavi Georgia             | 2.ª           | 2019          | 3     | 0     | ―                | ―                | ―             | ―             | 3     | 0     |
| F. C. Telavi Georgia             | Total club    | Total club    | 3     | 0     | 0                | 0                | 0             | 0             | 3     | 0     |
| C. D. Olímpic de Xàtiva · España | 3.ª           | 2020-21       | 4     | 0     | ―                | ―                | ―             | ―             | 4     | 0     |
| C. D. Olímpic de Xàtiva · España | 3.ª RFEF      | 2021-22       | 26    | 3     | ―                | ―                | ―             | ―             | 26    | 3     |
| C. D. Olímpic de Xàtiva · España | Total club    | Total club    | 30    | 3     | 0                | 0                | 0             | 0             | 30    | 3     |
| Total carrera                    | Total carrera | Total carrera | 53    | 3     | 2                | 0                | 0             | 0             | 55    | 3     |

1. ↑  No se disponen de datos de su paso por el Kazma S. C.

## Palmarés

### Campeonatos nacionales
| Título                    | Club                        | País   | Año  |
| ------------------------- | --------------------------- | ------ | ---- |
| División de Honor Juvenil | F. C. Barcelona Juvenil "A" | España | 2014 |

### Campeonatos internacionales
| Título                  | Club                        | Sede  | Año  |
| ----------------------- | --------------------------- | ----- | ---- |
| Liga Juvenil de la UEFA | F. C. Barcelona Juvenil "A" | Suiza | 2014 |